# ラグドゥネーム
ルグズナム (lugduname) は、人間が甘味を感じる物質として最も作用の強い物質である。ラグドゥネームとも呼ばれる。その甘味は計算上、同量の砂糖と比較して約22万倍から30万倍に達する。その甘さは構造中のグアニジンおよび酢酸ユニットに由来している。ニトリルとグアニジン、1,3-ベンゾジオキソールを構造中に含む。 
1996年にリヨン大学のクロード・ノフレ (Claude Nofre) とジャン＝マリー・ティンティ (Jean-Marie Tinti) が合成し、リヨンのラテン語での古名である「ルグドゥヌム (Lugdunum)」にちなみ命名された。
毒性について詳細は不明である。